# Quotations Vol.2 - Flipsides, Alternatives and Oddities
Quotations Vol.2 - Flipsides, Alternatives and Oddities è un album rarità del gruppo inglese Status Quo, uscito nel 1987.

## Il disco
È il seguito del primo “Quotations” e contiene brani rarità della band britannica proposti anche in versione diversa e alternativa.
Tutte le incisioni appartengono al periodo compreso tra il 1968 e il 1971.

## Tracce
1. To Be Free - 2:35 - (Lynes)
2. Make Me Stay a Little Bit Longer - 2:53 - (Rossi/Parfitt)
3. Auntie Nellie - 3:17 - (Lancaster)
4. The Price of Love - 3:40 - (Everly)
5. Down the Dustpipe - 2:03 - (Groszman)
6. In My Chair - 3:14 - (Rossi/Young)
7. Gerdundula - 3:19 - (Manston/James)
8. Tune to the Music - 3:07 - (Rossi/Young)
9. Good Thinking Batman (Jam) - 3:34 - (Sconosciuto)
10. Time to Fly - 4:17 - (Sconosciuto)
11. Do You Live in Fire - 2:14 - (Lancaster)
12. José - 3:36 - (Di Mucci/Fasce)

## Formazione
- Francis Rossi (chitarra solista, voce)
- Rick Parfitt (chitarra ritmica, voce)
- Alan Lancaster (basso, voce)
- John Coghlan (percussioni)
- Roy Lynes (tastiere)